# Внутриглазное давление

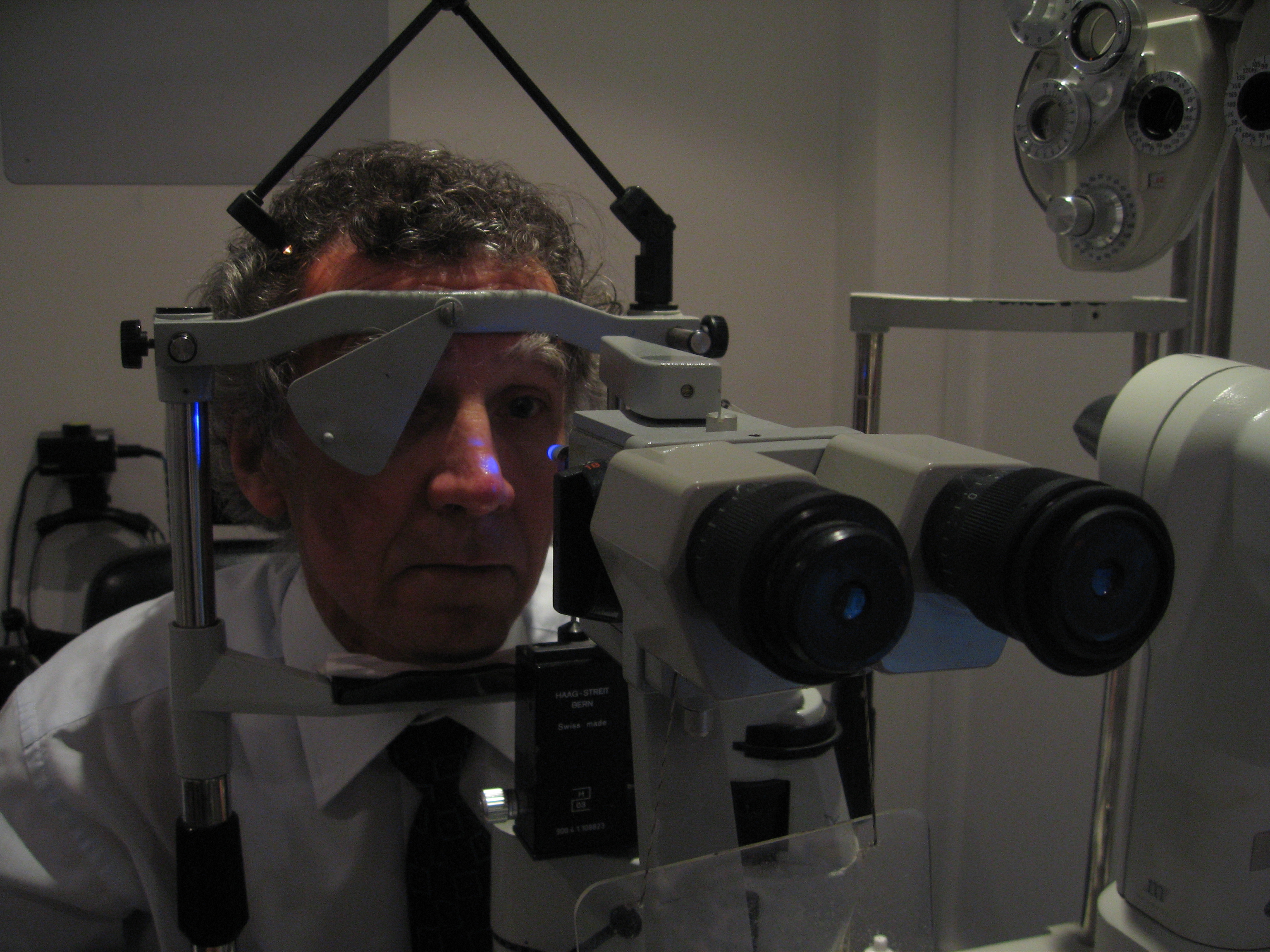
Пациент перед тонометром

 Внутриглазное давление  (  ВГД  ) — давление жидкости  внутри глаза. Для его определения специалисты по уходу за глазами используют метод под названием тонометрия. ВГД является важным аспектом в оценке пациентов, подверженных риску глаукомы. Большинство тонометров откалибровано для измерения давления в миллиметрах ртутного столба (мм. рт. ст.).

## Физиология
Внутриглазное давление определяется главным образом путём сочетания производства водянистой влаги и дренажа водянистой влаги, главным образом, через трабекулярную сеть, расположенной в углу передней камеры.
Важным количественное соотношение приведено ниже:
ВГД = F / C + PV
Где F = скорость формирования внутриглазной жидкости, C = скорость истечения, PV = Эписклеральные венозное давление. Перечисленные факторы являются факторами, управляющими ВГД.

## Измерение
Внутриглазное давление измеряют с помощью тонометра в рамках комплексной проверки зрения.
На измеренные значения внутриглазного давления влияет толщина роговицы и её жесткость. В результате, некоторые формы рефракционной хирургии (например, фоторефракционная кератэктомия) может вызвать изменение результатов измерения  внутриглазного давления традиционными методами, — оно может казаться нормальным, когда на самом деле давление может быть слишком высоким.

## Классификация
Текущий консенсус среди офтальмологов и оптометристов определяет нормальное внутриглазное давление между 10 мм рт. ст. и 20 мм  рт. ст. среднее значение внутриглазного давления 15,5 мм рт. ст. с колебаниями около 2,75 мм рт. ст.
Глазная гипертензия (ОНТ) определяется сверхнормативным повышением внутриглазного давления, но при отсутствии поражения  зрительного нерва или потери поля зрения.
Глазная гипотония, как правило, определяется падением внутриглазного давления до величины равной или меньшей  5 мм рт. ст. Такое низкое внутриглазное давление может означать утечку жидкости и дефляцию глазного яблока.

## Влияющие факторы

### Суточные изменения
Внутриглазное давление изменяется в течение дня и ночи. Суточные изменения для нормального глаза составляют от 3 до 6 мм рт. ст. и изменение может увеличиться в глаукомном глазе. Ночью внутриглазное давление может не уменьшаться  несмотря на более медленную секрецию водянистой влаги. В общей популяции ВГД составляет от 10 до 21 мм рт. ст. при среднем значении около 15 или 16 мм рт. ст. (плюс или минус 3,5 мм рт. ст.  в течение 24-часового цикла).

### Фитнес и упражнения
Существуют некоторые неубедительные исследования, которые показывают, что упражнения могли бы повлиять на ВГД (некоторые положительно, а некоторые отрицательно). Тем не менее, некоторые другие виды физических упражнений могут повысить ВГД.

### Музыкальные инструменты
Игра на некоторых музыкальных духовых инструментах была связана с повышением внутриглазного давления. Одно  исследование 2011 года было сосредоточено на медных и  деревянных духовых инструментах, при этом наблюдались «временные и, иногда, резкие подъемы  колебаний ВГД». Ещё одно исследование показало, что величина повышения внутриглазного давления коррелирует с внутриротовым сопротивлением, связанным с инструментом и вызывает периодическое повышение внутриглазного давления при игре  на духовых инструментах высокого сопротивления с  потерей части поля зрения. Диапазон внутриротового давления, присутствующего в различных классах этнических духовых инструментов, таких, как индейская флейта, как было показано,  в целом ниже, чем в западных классических духовых инструментах.

### Другие факторы
Внутриглазное давление также зависит от ряда других факторов, таких как сердечные ритмы,  дыхание, потребление жидкости, системных лекарств и препаратов для местного применения. Потребление алкоголя и марихуаны  приводит к уменьшению переходного внутриглазного давления, а кофеин может увеличить внутриглазное давление.
Глицерин при оральном применении (часто смешивают с фруктовым соком, чтобы уменьшить его сладкий вкус) может вызвать быстрое, временное снижение внутриглазного давления. Это может быть полезно в качестве начальной неотложной терапии при сильно повышенном давлении.

## Значение
Глазная гипертензия является наиболее важным фактором риска для глаукомы.
Измерение внутриглазного давления было определено как вторичный результат в систематическом обзоре по сравнению с эффектом нейропротективных агентов в замедлении прогрессирования открытоугольной глаукомы.
Различия в давлении между двумя глазами часто потенциально связано с определенными типами глаукомы, а также клинически значимо для увеита или отслоения сетчатки .
Внутриглазное давление может стать повышенным в связи с анатомическими проблемами, воспалением глаз, генетическими факторами, или как побочный эффект от лекарств. Внутриглазное давление обычно увеличивается с возрастом и генетическим влиянием.